# エルジェス山
エルジェス山（エルジェスさん、トルコ語: Erciyes Dağı、エルジイェス山とも）は、トルコの中部にある山である。カイセリから南に25kmほどの成層火山で、3,916mの標高は中央アナトリア地方で最高を誇る。古代ギリシャ語のἈργαῖος (Argaeos,アルゴス：ギリシア神話に登場する100の目をもつ巨人) が名の由来で、古代ローマではラテン語でArgaeusと呼ばれた。
アンティ＝タウルス山地に属するがこれはトロス山脈の北東部にあたり、アルプス・ヒマラヤ造山帯の一角を成す。
紀元前253年ごろのローマのコインに噴火の描写があることから、このころ噴火した可能性もある。侵食が進んでいる。
古代ギリシャのストラボンはこの山について「雪から解放されることはない。登ったことがある者の話では、日中は澄んだ空の北に黒海、南に地中海が見える」と書き残している。
ウィンタースポーツ施設があり、カイセリから観光客が訪れる。

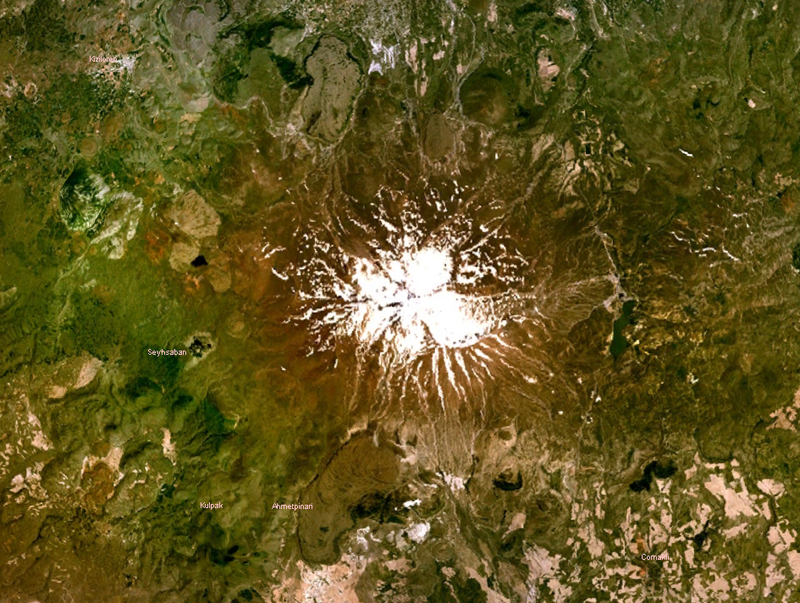
2005年3月31日、NASA World Windによって撮影された衛星写真
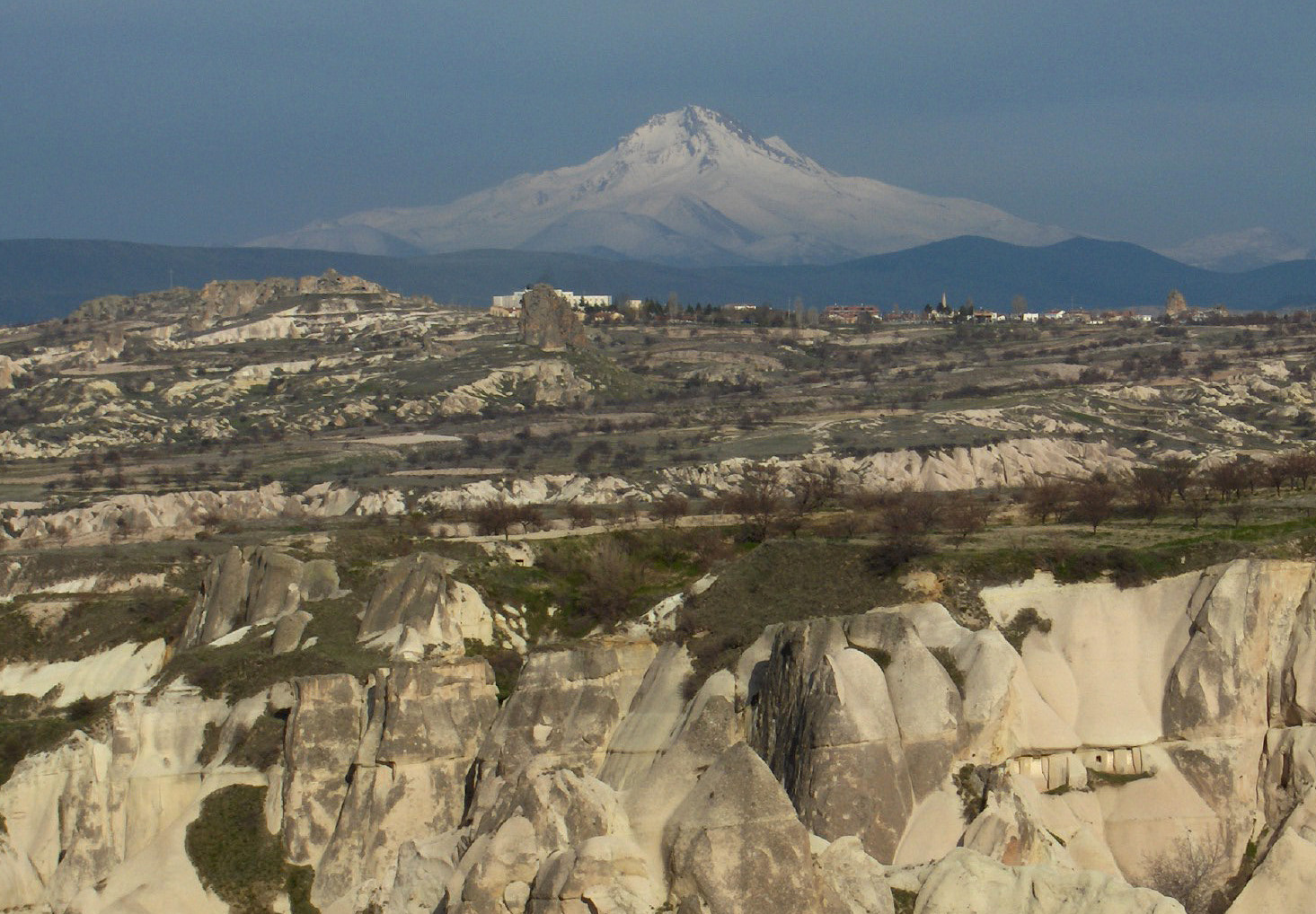
カッパドキアからの山容